# Клочков, Пётр Фостирьевич
Пётр Фостирьевич Клочков (1831, Вотча, Усть-Сысольский уезд, Вологодская губерния — 1853) — коми-зырянский поэт и автор музыки. Писал музыку к своим стихам.

## Биография
Сын сельского дьячка. Родился и жил в селе Вотча Усть-Сысольского уезда Вологодской губернии (ныне в Сысольском районе Республики Коми). В 1852 году окончил Вологодскую духовную семинарию. Год спустя скончался от туберкулёза в возрасте 22 лет. Писал лирические и юмористические стихи и песни. Его произведения передавались из уст в уста. Иван Куратов был ознакомлен с ними благодаря сестре поэта Ирине Фостирьевне, которая после выхода замуж переехала в Усть-Сысольск и увезла рукописи брата. 
Коми писатель и критик Павел Доронин считал Петра Клочкова автором широкоизвестной песни «Паськыд гажа улича» (Широкая раздольная улица). 
Лишь в 1914 году впервые в сборнике Андрея Цембера под названием «Коми мойдан да сьыланкывъяс» были опубликованы песни Петра Клочкова «Мыйла бӧрдан, муса нылӧ» («Что ты плачешь, милая девушка»), «Сад йӧрын мича ныв гуляйтӧ» («В саду красивая девушка гуляет») и «Ой, поп локтӧ» («Ой, поп идёт»). В 1939 году учительница Ф. И. Забоева передала рукопись произведений Павлу Доронину после чего 9 стихотворений из этой рукописи были напечатаны в журнале «Войвыв кодзув» в 1961 году.